# جدول تحديد موقع الملفات FAT 12
جدول تحديد موقع الملفات FAT 12 جدول توزيع الملف، (بالإنجليزية:  file allocation table)‏ هو نظام ملفات طورته مايكروسوفت حوالي عام 1980م (يدمج العمل الذي قام به تيم باترسون على 86-DOS، نفسه جرى إستيحاؤه من CP / M). ويبقى نظام الملفات الأكثر استخدامًا في نطاق واسع على القرص مرن.
وقد تم تصميم نظام الملفات أصلا للاستخدام على الأقراص المرنة في الوقت الذي كانت قدرتها أقل من 1 ميغا، و12 يشير إلى عدد البتات المستخدمة في تشفير عدد وحدات التوزيع على القرص.
النظام في البداية دعي ببساطة FAT. وأضيف إليها لاحقة 12 عند ظهور FAT16 للتمييز؛ لأن المرافقات ذات المستوى المنخفض FAT12 (مثل نورتون يوتيليتيز في ذلك الوقت) لم تعد تعمل مع FAT16. ولكن في الإصدارات الأخيرة من أنظمة التشغيل مايكروسوفت ويندوز، الأقراص المنسقة حسب FAT12 أو FAT16  تدعى كلتاهما فقط FAT.

## التخصيصات التقنية
لا يوجد فرق بين FAT12 وFAT16. الطريقة الوحيدة للتمييز بين هذين النظامين من أنظمة الملفات هي لحساب عدد من الكتل (clusters). لذلك فإن أي نظام أو برنامج باستخدامه واحد من هذين النظامين FAT يجب أن يكون قادرًا على استخدام النظام الآخر.
في هذا النظام يجري تخزين ملف العدد الإجمالي لقطاعات القرص في 16 بت وتحد من الحجم الإجمالي للنظام الملفات إلى أقل من 32 ميغا بت ل512 من قطاعات بايت، ولكن لدواعي التوافق مع PC DOS 2.0 OS قبل حجم وحدات التخصيص نادرا ما تتجاوز 4 كيلو بت هو نظام الملفات تقتصر على 16 ميغا.